# 新聞急先鋒
《新聞急先鋒》（英語：The Newsroom）是一部由艾倫·索金原創的美國劇情類電視劇，于2012年6月24日在HBO電視臺首播。該劇講述了一個虛構電視臺“亞特蘭蒂斯有線新聞台”（Atlantis Cable News）台前幕後的故事，同時也描述了ACN主播威爾·麥卡沃伊及其製作團隊面對“電視臺商業需求與個人新聞操守發生衝突時”的一系列表現。
本劇集製作人及原創人艾倫·索金曾經製作過另外一部艾美獎大熱劇集《白宮風雲》，為了製作《新聞急先鋒》，艾倫·索金與他的製作夥伴深入瞭解了各大新聞頻道的製作內幕。

## 劇情概述
《新聞急先鋒》主要講述了虛構電視臺“亞特蘭蒂斯有線新聞台”節目背後的故事，故事的主要人物包括：新聞主播威爾·麥卡沃伊（傑夫·丹尼爾飾演）；他的新製作人麥肯齊·麥克海爾（艾蜜莉·摩提默飾演）；編輯室成員吉姆（小約翰·加拉赫飾演）、瑪姬（艾莉森·皮爾飾演）、史蓉（奥利维亚·穆恩飾演）、尼爾（戴夫·帕特爾飾演）、唐（托馬斯·薩多斯基飾演）；電視臺老闆查理·斯金納（薩姆·沃特森飾演）。

## 演出名單

### 主要角色
- (傑夫·丹尼爾 飾)——威爾是亞特蘭蒂斯有線新聞台新聞節目《晚間新聞》的主播兼執行製作，他是一名溫和的共和黨人，他的成功在於他的圓滑世故。但是實際上，威爾非常內心交戰。兩種矛盾的性格讓他在每次直播之後都顯得有些痛苦。威爾原本平靜的生活在瑪坎西·默克爾出現之後發生了巨大的變化，他原來的製作團隊被他的拍檔挖到了另一檔新聞節目，他不得不讓瑪坎西·默克爾及其團隊來接手他的新聞節目。第三季中和瑪坎西結婚。
- (艾蜜莉·摩提默 飾)——曾和威爾談戀愛。在伊拉克及阿富汗做了26個月的報導後回來，《晚間新聞》新任執行製作。第三季中和威爾結婚。[7]
- (小约翰·加拉赫 飾)——隨麦肯兹在伊拉克和阿富汗工作，也跟著她加入《晚間新聞》的新任製作，原本與麦克黑尔在另一檔節目合作，但是隨著她一同辭職來到《晚間新聞》節目組。他对瑪姬一見鍾情。[8]
- (艾莉森·皮爾飾)—— 原為麥卡沃伊的個人助理，后被麥克海爾提拔成為《晚間新聞》的助理製作。[9]
- (托马斯·萨多斯基）飾) ——現實主義者。《晚間新聞》前任執行製作，作品開始時預定要離開《晚間新聞》擔任同頻道十點檔期執行製作，在尚未正式離職前留任《晚間新聞》製作組協助過渡[10]
- (戴夫·帕特尔 飾) ——麥卡沃伊的博客寫手；互联網新聞採集員。
- (奥利维亚·穆恩 飾) ——ACN午後四點財經新聞主播。[10]
- (萨姆·沃特森飾) ——亞特蘭蒂斯有線新聞台新聞部總裁。[11]第三季末，心臟病發過世。

### 常设角色
- 珍·芳達 飾 萊昂納·蘭辛——亞特蘭蒂斯有線新聞台母公司亞特蘭蒂斯世界傳媒的。[6]第三季中將ACN給賣出。
- 克里斯·梅西納 飾 瑞斯·蘭辛——亞特蘭蒂斯有線新聞台總裁，萊昂納·蘭辛的兒子。

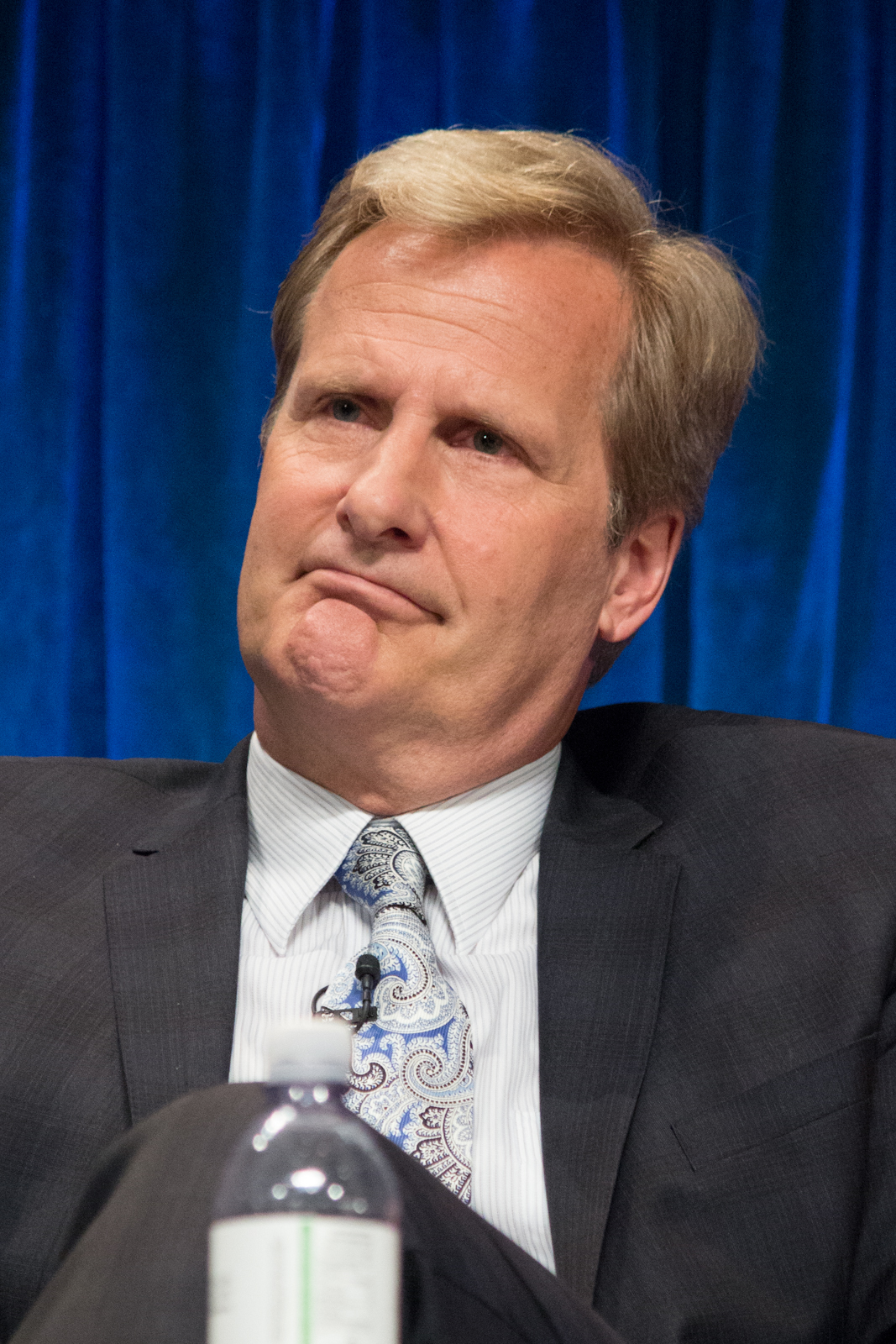
傑夫·丹尼爾 飾演 威爾·麥卡沃伊（Will McAvoy）
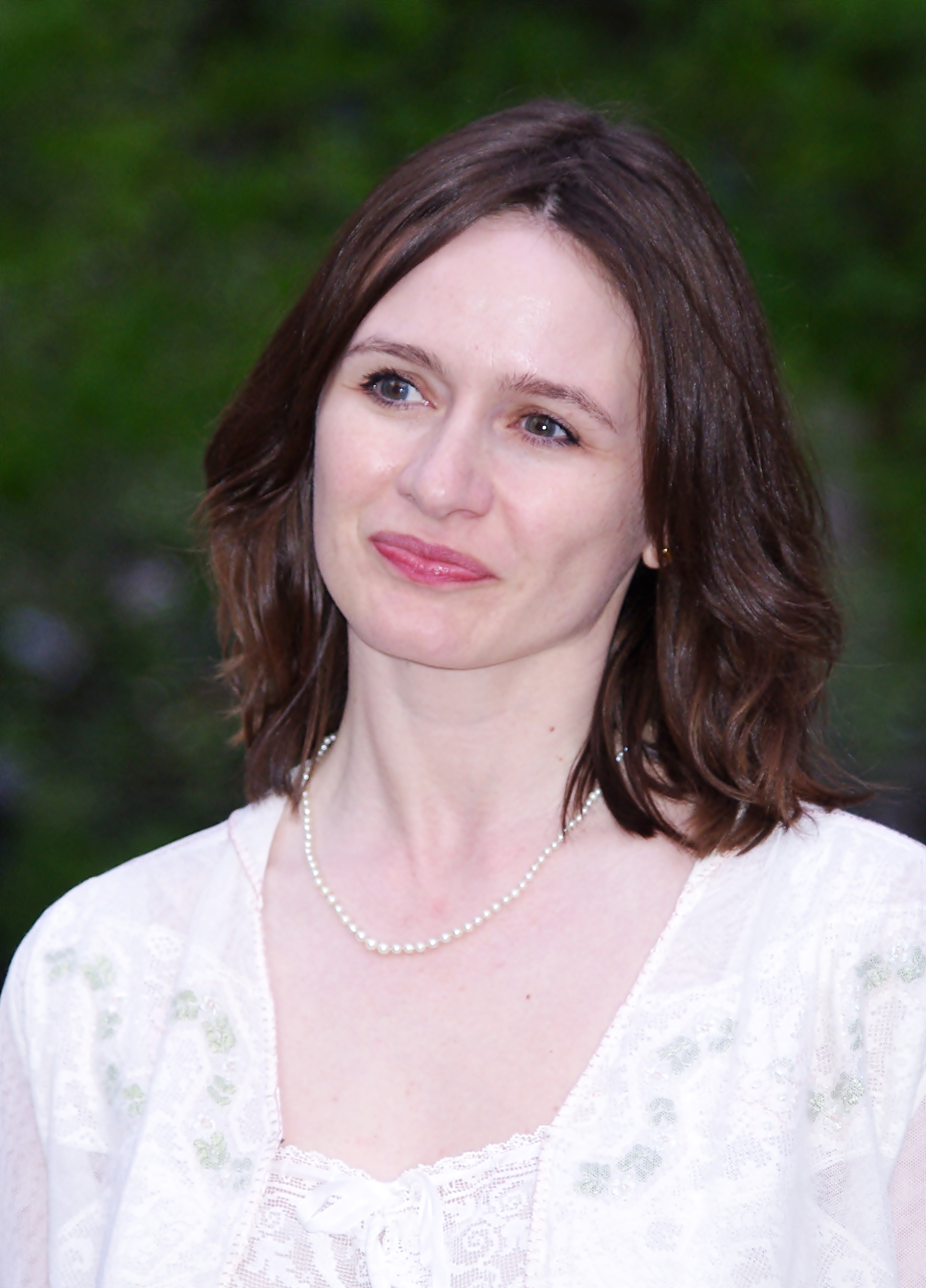
艾蜜莉·摩提默 飾演 瑪坎西·默克爾（MacKenzie McHale）
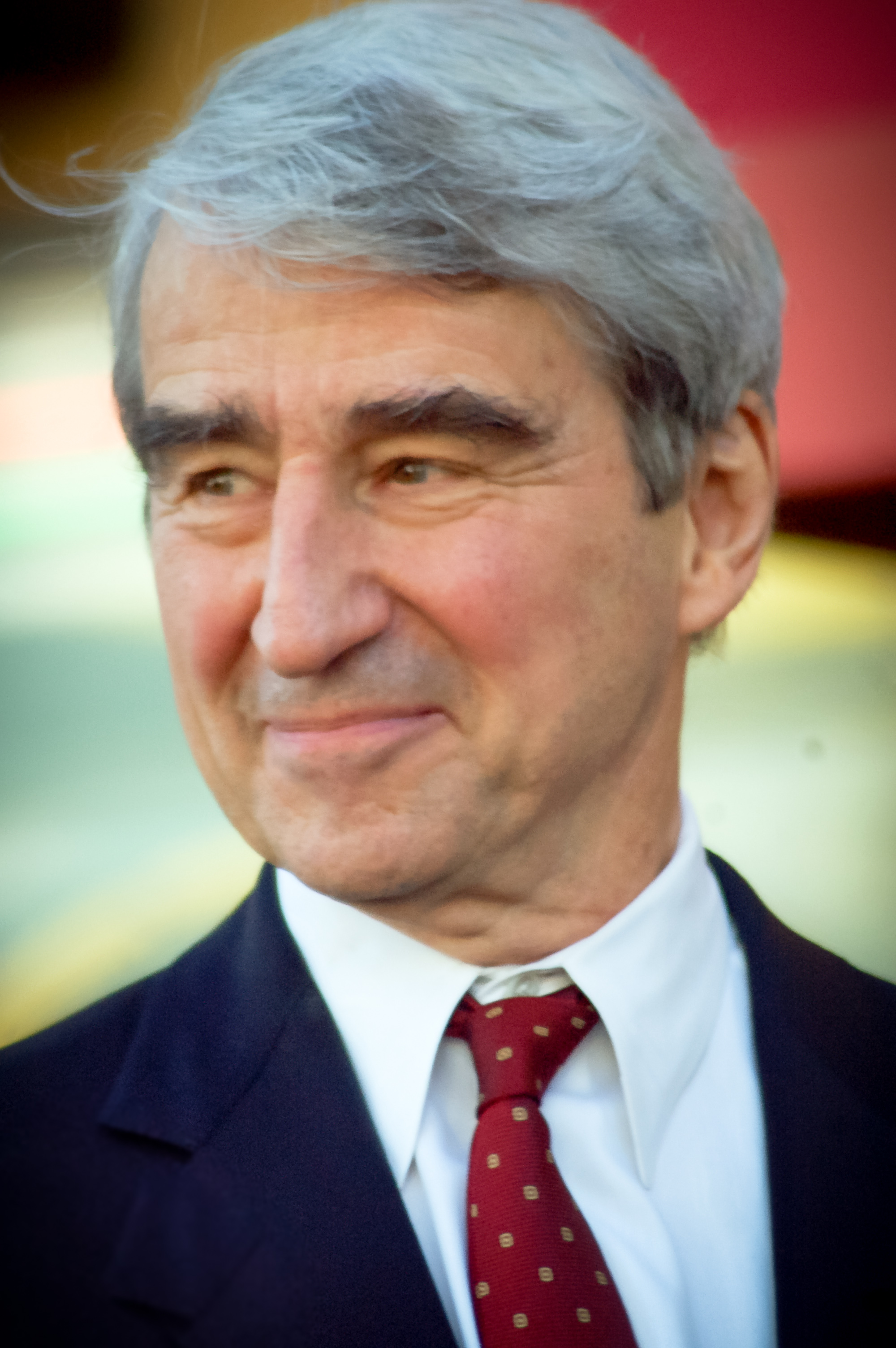
萨姆·沃特森 飾演 查理·斯金納（Charlie Skinner）
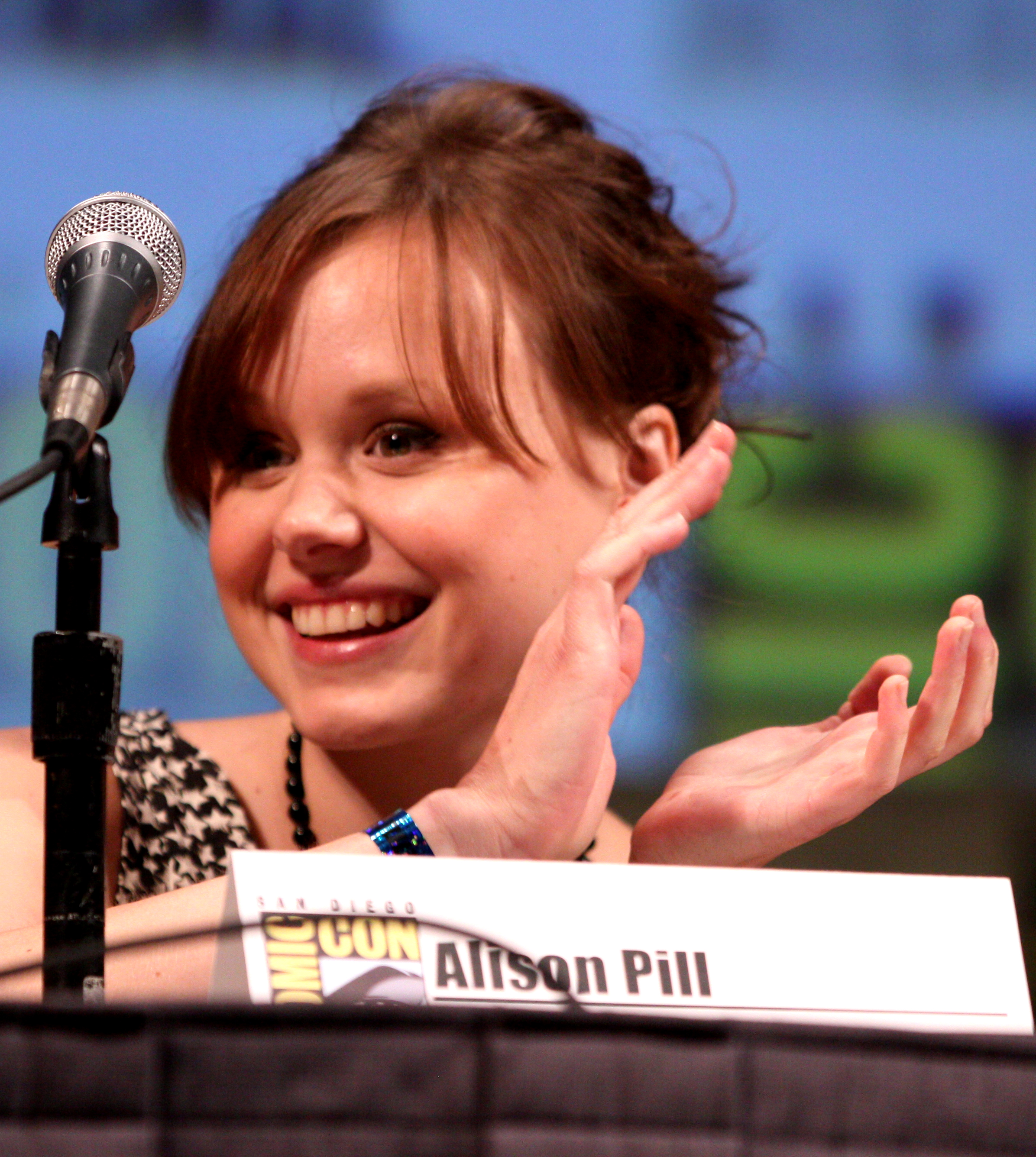
艾莉森·皮爾 飾演 瑪格麗特·喬丹（Margaret "Maggie" Jordan）
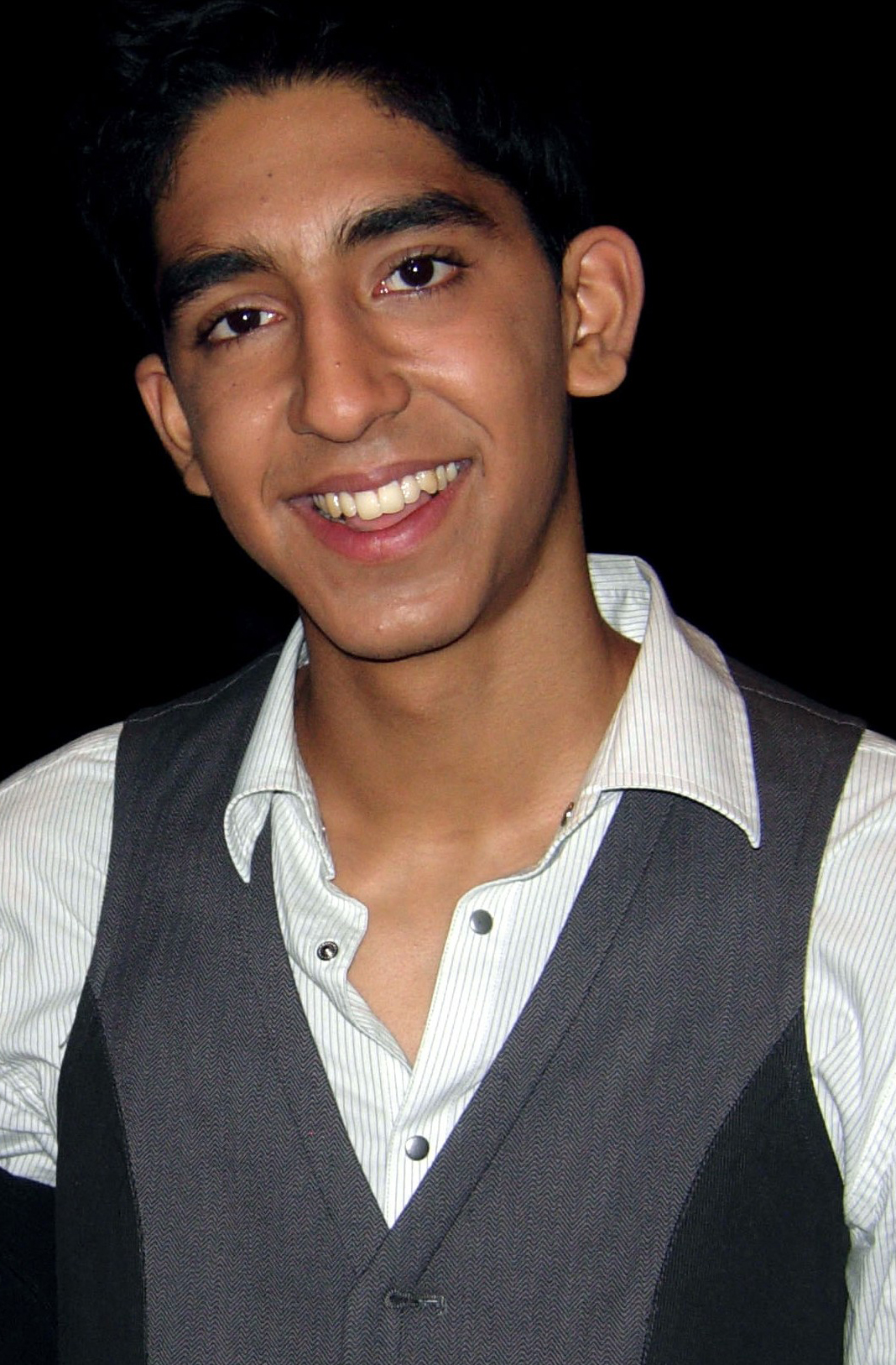
戴夫·帕特尔 飾演 尼爾·桑帕特（Neal Sampat）
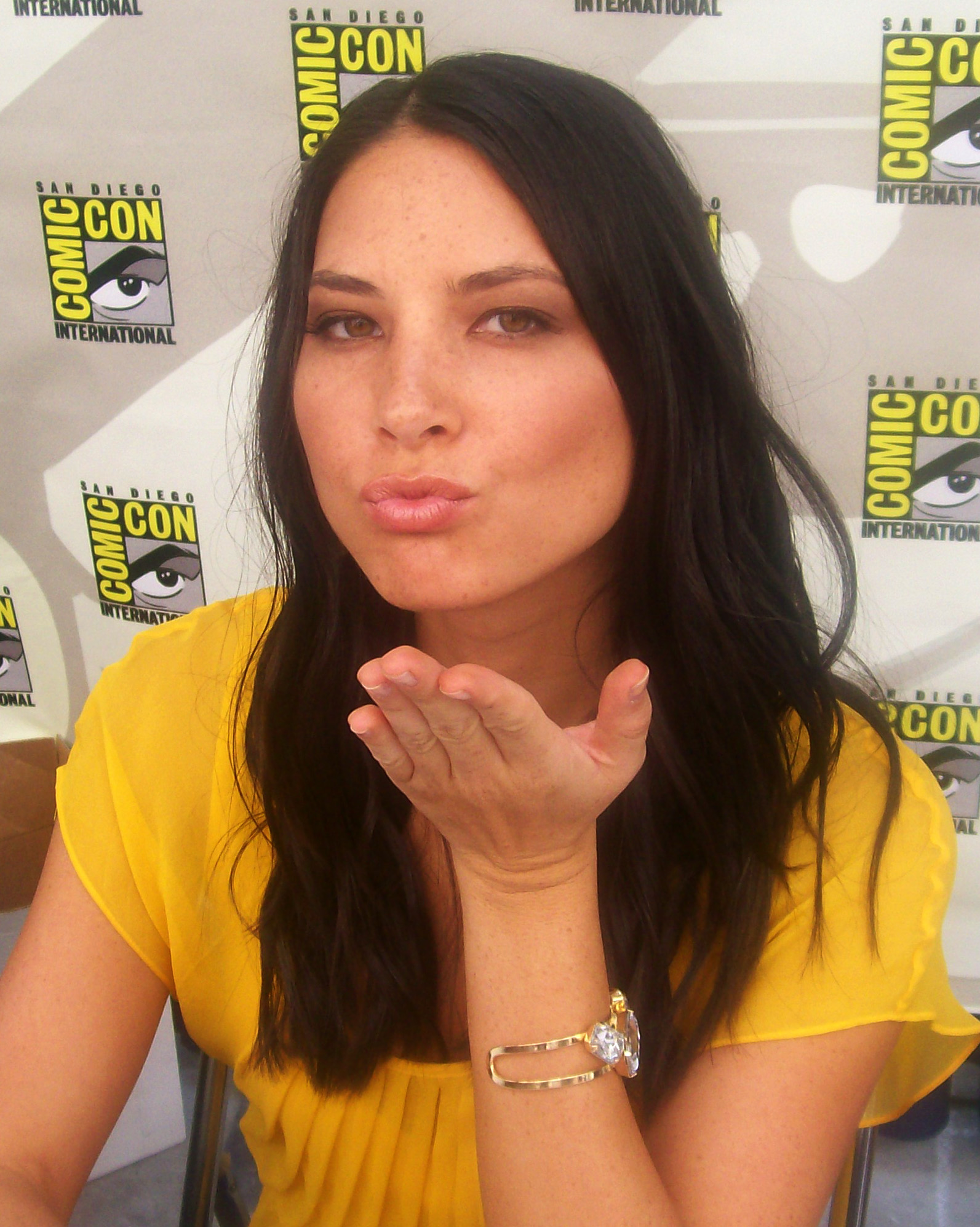
奥利维亚·穆恩 飾演 史蓉·沙畢斯（Sloan Sabbith）
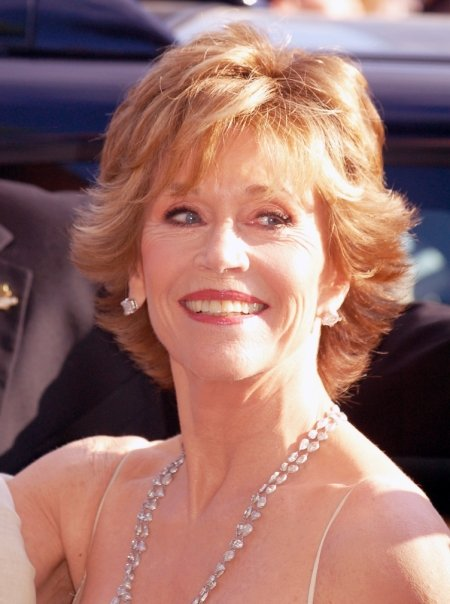
珍·芳達 飾演 萊昂納·蘭辛（Leona Lansing）

## 製作花絮

### 製作準備

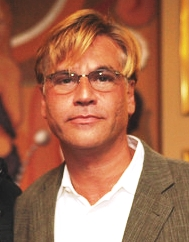
艾倫·索金 製作人

根據《娛樂週刊》的報導，艾倫·索金在2009年4月便打算製作一部有關有線電視台新聞頻道幕後製作的電視劇，而當時他還在擔任電影《社群網戰》的劇本撰寫。而在製作《新聞急先鋒》之前，索金也製作過兩部相同題材的電視劇，分別是《晚間體育》和《日落大道60号演播室》。索金與HBO就本劇的談判自2010年便開始，直到2011年1月，他才通過BBC新聞台確認了該劇正在製作中。

### 拍攝手法
《新聞急先鋒》的場景位於加州好萊塢的日落高爾演播室，自2011年秋天開始錄製。根據行程表，製作方將在九天內拍攝完製作出一集內容，同時再花費六到七天的時間剪輯製作成適合電視臺播映的版本。

## 播出情況
北美地區
- 《新聞急先鋒》于2012年6月24日在美國HBO電視臺首播，首播即創下210萬收視觀眾的佳績，為近年來HBO電視臺的最好成績。《新聞急先鋒》第一集在HBO官方網站、iTunes、YouTube等視頻網站上提供免費觀看。

- 加拿大HBO電視臺負責向加拿大播放《新聞急先鋒》，播映速度與美國同步。

歐洲地區
- 英國及愛爾蘭，由天空電視台大西洋頻道在2012年7月10日負責播映，播出速度落後美國本土兩周。

- 德國及奧地利，由英國天空廣播旗下的視頻點播網站SKY GO提供播出服務，播出速度僅落後美國本土一天。但是播出的版本為英語版本，德語版本預計將在2012年秋季于天空電視臺大西洋高清頻道播出。

- 匈牙利HBO電視臺負責向匈牙利播出《新聞急先鋒》，英語版本將只落後美國一天，但是匈牙利語版本則要在2012年7月30日起播映。

- 荷蘭HBO電視臺從2012年7月2日開始，《新聞急先鋒》也將向荷蘭播出。

中東地區
以色列，通過YES OH頻道從2012年6月30日起播映。
紐澳地區
《新聞演播室》在澳大利亞的播映將通過當地即將推出的SoHo電視劇頻道播出。
亞洲地區
- 從2012年8月1日開始每週三21:00，《新聞急先鋒》也將通過台灣 HBO電視臺向台灣播出。

- 第1季：2012年11月15日-2012年11月30日每週三，21:00 於 HBO Asia 頻道
- 第2季：2013年8月5日-2013年9月30日每週一，21:00 於 HBO Asia 頻道

- 在中国大陆地区由腾讯视频与HBO合作引进《新闻编辑室》。

- 其他地區通过 HBO Asia 频道每周三晚向亚洲国家收费电视播出，与美国播放延迟两周。

## 外部連結
- 官方网站 （需要Adobe Flash Player）（英文）
- 互联网电影数据库（IMDb）上《新聞急先鋒》的资料（英文）
- 豆瓣电影上《新聞急先鋒（第1季）》的資料 （简体中文）

- 豆瓣电影上《新聞急先鋒（第2季）》的資料 （简体中文）
- 豆瓣电影上《新聞急先鋒（第3季）》的資料 （简体中文）